# William Haboush
William Joseph Haboush (* 1942) ist ein US-amerikanischer Mathematiker, der sich mit algebraischen Gruppen und ihren Darstellungen befasst.
Haboush wurde 1969 an der Columbia University bei Heisuke Hironaka promoviert (A theory of codimension one phenomena with an application to the theory of purely inseparable descent). Er war Professor an der State University of New York in Albany und danach an der University of Illinois at Urbana-Champaign.
Haboush ist bekannt für die Lösung einer Vermutung von David Mumford aus der geometrischen Invariantentheorie (Satz von Haboush): Sei G eine halbeinfache algebraische Gruppe über einem Körper K und v ein Vektor in einer linearen Darstellung von G in einem K-Vektorraum V. Wenn v invariant unter G ist gibt es ein G-invariantes Polynom F auf V mit nichtkonstantem Term und {\displaystyle F(v)\neq 0}. Der Satz kann dazu benutzt werden, Ergebnisse der Invariantentheorie über Körpern der Charakteristik 0 (über den komplexen Zahlen) auf positive Charakteristik zu übertragen.